# Clossiana pauca
Clossiana pauca är en fjärilsart som beskrevs av Tutt 1896. Clossiana pauca ingår i släktet Clossiana och familjen praktfjärilar. Inga underarter finns listade i Catalogue of Life.